# Schahe ghajur-o-mehrabane ma
Schahe ghajur-o-mehrabane ma (persisch „Unser tapferer und teurer König“) war von 1943 bis 1973 die Nationalhymne Afghanistans.

## Geschichte
Die Nationalhymne wurde 1943 angenommen und ersetzte die vorherige Königshymne ohne Titel und Text. Wegen ihres Bezugs zum König wurde sie nach dessen Sturz 1973 ersetzt.

## Persischer Originaltext
ای شاهِ غیور و مهربانِ ما

هستیم از جان مطیعِ شما

ما فرزندانِ توییم

ما فداکارِ توییم

ای شاهِ ما

ای شاهِ ما

ای شاهِ ملت‌خواهِ ما

## Transkription
Schahe ghajur-o-mehrabane ma

Hastem as djan moti-e-schoma

Ma farsandane tu im!

Ma feda kare tu im.

Ei Schahe ma

Ei Schahe ma

Ei Schahe mellat cha-e-ma!

## Deutsche Übersetzung
Unser tapferer und teurer König,

Wir sind in Treue deine Folger.

Wir sind deine Söhne!

Wir sind dir zu opfern bereit.

Oh, unser König!

Oh, unser König!

Oh, unser volkliebender König!